# Вылегжанин, Александр Николаевич
Алекса́ндр Никола́евич Вылегжа́нин (род. 13 августа 1953) — российский правовед, доктор юридических наук, профессор, заведующий кафедрой международного права МГИМО, главный редактор «Московского журнала международного права». Заслуженный деятель науки Российской Федерации (2025).
Является автором более 180 научных и учебных работ по международному праву, опубликованных в России и за рубежом. Специализируется на исследовании правового режима природных ресурсов, международного морского права, международного экономического права, общего международного права.

## Биография
В 1979 году окончил с отличием международно-правовой факультет МГИМО. Проходил аспирантуру в Дипломатической академии МИД СССР.
Занимал должность ведущего, главного юриста в Управлении внешних связей Министерства рыбного хозяйства СССР.
С 1990 года был заведующим юридическим сектором представительства СССР в Марокко; юридическим экспертом делегаций СССР и РФ на сессиях международных организаций по морским природным ресурсам; корреспондентом РАЕН.
В 2002 году получил ученую степень доктора наук, защитив диссертацию на тему: «Международно-правовые основы природоресурсной деятельности государств в Мировом океане».
С 2005 года стал заведующим кафедрой международного права в МГИМО.

## Общественная деятельность
Руководитель правового раздела «Международно-правовые вопросы и их политический аспект» концепции ФЦП «Мировой океан».
Член редколлегии журнала «Государство и право» (Российская академия наук) и журнала JUS GENTIUM Journal of International Legal History (США).
Член Ассоциации международного морского права, Ученого совета Всероссийского НИИ внешнеэкономических связей Министерства экономики РФ, Экспертного совета Комитета по природным ресурсам и природопользованию Государственной Думы РФ.

## Награды
- Медаль Российской академии естественных наук (2001) — за книгу «Международно-правовой режим морских природных ресурсов»[12][13].
- Орден дружбы (29 мая 2019) — за заслуги в научно-педагогической деятельности, подготовке высококвалифицированных специалистов и многолетнюю добросовестную работу[14].
- Заслуженный деятель науки Российской Федерации (24 января 2025)

## Основные работы
Монографии, учебники
- Международное право в 2 ч. Часть 1 4-е изд., пер. и доп. Учебник для вузов[15].
- Международное право в 2 ч. Часть 2 4-е изд., пер. и доп. Учебник для вузов[16].
- Международное гуманитарное право: война, память, справедливость (юридические и исторические аспекты). Учебное пособие для вузов[17].
- Исходные линии в Арктике: Применимое международное право. Вылегжанин Александр Николаевич, Дудыкина И. П[18].
- Абашидзе, Вылегжанин, Гугунский: Право и космос в эпоху глобальных социальных и экономических изменений[19].
- Вылегжанин, Зиланов, Савва: Правовой режим Шпицбергена и прилегающих морских районов. Академический учебник для магистратуры[20].

Статьи
- Правовой режим Берингова пролива[21].
- Правовая модель управления трансграничными морскими минеральными ресурсами в западной части Арктической зоны Российской Федерации[22].
- Позиции неарктических государств в отношении правового режима Северного Ледовитого океана[23].
- К толкованию международно-правовых постановлений об исходных линиях//Московский журнал международного права[24].
- Судья международного суда ООН, профессор Ф. И. Кожевников (к 110-летию со дня рождения)[25].
- 20 лет «временного применения» Соглашения между СССР и США о линии разграничения морских пространств//Вестник МГИМО-Университета[26].
- Становление глобального правового пространства в XXI веке//Международные процессы[27].